# 韩瑞阶
韩瑞阶（1937年—），天津武清人，中国人民解放军将领、中国人民解放军中将。
毕业于空军第三航空学校。1989年7月—1990年6月，担任中国人民解放军空军唐山指挥所司令员。1994年，接替吴光宇，担任济南军区空军司令员。1997年，由郭玉祥接任。1996年，授中国人民解放军中将军衔。